# گمینا رازنگ خومینگسکی
گمینا رازنگ خومینگسکی (به لهستانی:  Gmina Radzyń Chełmiński) یک گمینا در لهستان است که در شهرستان گروجونتس واقع شده‌است. گمینا رازنگ خومینگسکی ۹۰٫۷ کیلومتر مربع مساحت و ۴٬۹۱۷ نفر جمعیت دارد.